# سیارک ۹۶۳۷
سیارک ۹۶۳۷ (به انگلیسی: 9637 Perryrose، نامگذاری:1994PJ2) نه هزار و ششصد و سی و هفتمین سیارک کشف شده‌است که در ۹ اوت ۱۹۹۴ کشف شد.
قدر مطلق سیارک برابر ۱۴٫۴۰ است.